# Cimitero Suburbano di Pisa
Il cimitero Suburbano di Pisa è il principale cimitero di Pisa, situato poco a nord della città, lungo la via Pietrasantina. Si trova accanto al cimitero della Misericordia.

## Storia
Fu inaugurato nel 1783 in seguito alle riforme lorenesi dell'anno prima, che proibivano di seppellire i defunti in chiesa. Inizialmente si trattava di una struttura molto semplice, con quattro campi per le sepolture comuni attorno a una cappella, e racchiusa da un muro. Fin da allora, la consistenza sabbiosa del terreno pisano aveva imposto la creazione del campi di sepoltura su terrapieni, tuttora esistenti. Nel 1850 il cimitero venne raddoppiato, creando altri campi e il sistema di porticati che circondava la struttura, poi implementato ulteriormente nel 1863 con lo spazio per numerosi loculi. In quell'occasione venne creata anche l'entrata monumentale.
Nel 1883-1885 fu aggiunta la sezione acattolica (verso sud), e una nuova espansione si ebbe tra il 1890 e il 1920, e di nuovo nel dopoguerra, fino agli anni recenti alla vigilia del nuovo millennio.
Dal 1885 ospita un tempio crematorio. L'originale forno Venini venne sostituito prima negli anni 1990 e poi nel 2015.
Tra i monumenti funebri antichi ci sono opere scultoree di Emilio Gallori e Odoardo Fantacchiotti. Tra le sepolture, ci sono le cappelle di famiglie pisane come i conti di Alliata, i Della Gherardesca e i conti Guidi.

## Personalità sepolte
- Giuseppe Alliata-Campiglia
- Enrico Betti
- Enrico Cialdini
- Giovan Battista di Crollalanza
- Filippo Mazzei
- Giovanni Prodi
- Franco Serantini